# San Luis Reservoir
Das San Luis Reservoir ist ein Stausee im US-Bundesstaat Kalifornien im Merced County. Der See liegt in der Diablo Range 72 Kilometer südöstlich von San José. Er sammelt das Wasser vom Delta des Sacramento Rivers. Es wird durch zwei künstliche Kanäle, den California Aqueduct und den Delta-Mendota-Kanal, die für landwirtschaftliche Bewässerungen gebraucht werden, und aus dem San Luis Creek in den See gepumpt. Der San Luis Creek wird manchmal auch fälschlich als Zufluss des Stausees bezeichnet, aber er wird nicht direkt aufgestaut.
Abhängig vom Wasserspiegel ist der Stausee an seiner längsten Stelle 14,5 km lang und an seiner breitesten Stelle 8 km breit. Der 51 Quadratkilometer große See hat eine Speicherkapazität von 2,25 Kubikkilometer und liegt auf 165 Meter über dem Meeresspiegel. Er wird als Pumpspeicherbecken genutzt, in das Wasser hochgepumpt und zu anderen Tageszeiten wieder abgelassen wird. Er ist das größte Speicherbecken der USA, das im sogenannten Nebenschluss betrieben wird.
Das Absperrbauwerk ist ein großer Erdschüttdamm (San Luis Dam). Er befindet sich am östlichen Ende des Stausees und wird auch B.F. Sisk Dam genannt; nach Bernie Sisk, einem amerikanischen Kongressabgeordneten, der sich um die Wasserversorgung im kalifornischen Längstal verdient gemacht hat. Weder die Höhe des Dammes noch der Speicherraum des Stausees sind herausragend, wohl aber das Volumen des Absperrbauwerks. Es befindet sich mit knapp 60 Mio. m³ unter den 20 größten der Erde. Der Staudamm zählt außerdem zu den höchsten Erdschüttdämmen in den USA.
Die Talsperre gehört dem Bureau of Reclamation, aber wird vom California Department of Water Resources als Teil des staatlichen Wasserprojekts betrieben. Das San Luis Reservoir dient als Oberbecken und die Gianelli Forebay als Unterbecken des Gianelli-Pumpspeicherkraftwerks. Das Wasserkraftwerk hat acht Francis-Turbinen, die zusammen 424 Megawatt erzeugen. Der Verkauf des Stroms zu Spitzenzeiten verringert die Kosten des staatlichen Wasserprojekts, speziell des Kalifornien-Aquädukts. Eine kurze 230-kV-Stromleitung leitet den Strom in östlicher Richtung zur Verteilerstation.
Der Stausee liegt in einem nach ihm benannten staatlichen Erholungsgebiet, in dem es viele Freizeitmöglichkeiten – unter anderem für Angler, Bootfahrer und Camper – gibt. Der See ist bekannt für seine starken Winde und deshalb gibt es Warnlichter am Romero Outlook, am Basalt Campground und am Quien Sabe Point.
Am Romero Outlook gibt es auch ein Besucherzentrum mit vielen Informationen zur Talsperre und zum Kraftwerk.